# Nghệ thuật cắt giấy Wycinanki
Wycinanki là một loại hình nghệ thuật dân gian tại Ba Lan. Wycinanki trong tiếng Ba Lan có nghĩa là “cắt bỏ”, phát âm là vee-chee-non-kee. Đây vốn là một loại hình nghệ thuật dân gian phổ biến của người Slav nhưng riêng đối với Ba Lan, Wycinanki có nhiều thể loại khác nhau với những đặc trưng riêng phụ thuộc vào từng vùng miền.

### Nguồn gốc

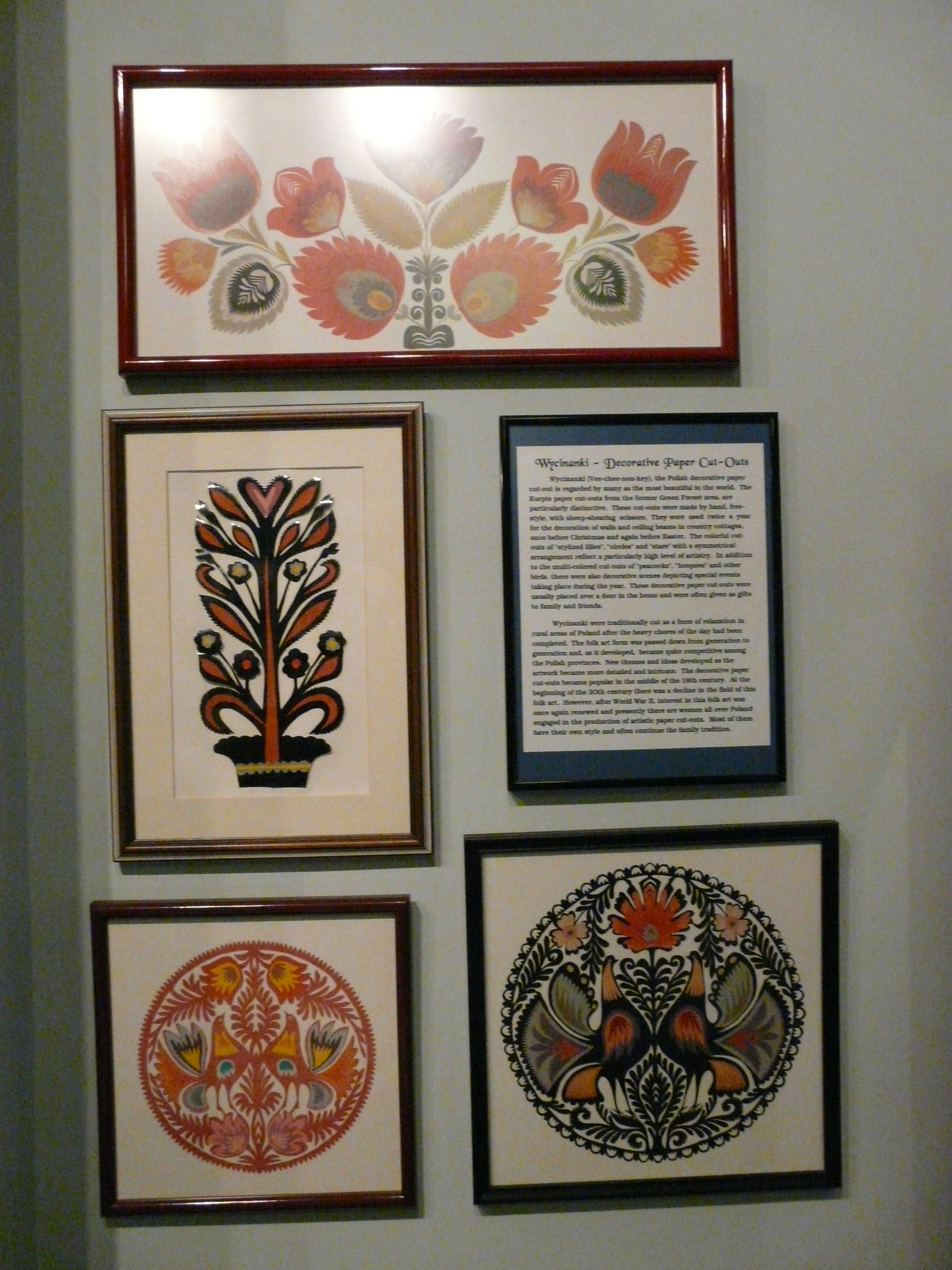
Các họa tiết đối xứng trong các hình cắt giấy Wycinanki

### Mục đích sử dụng

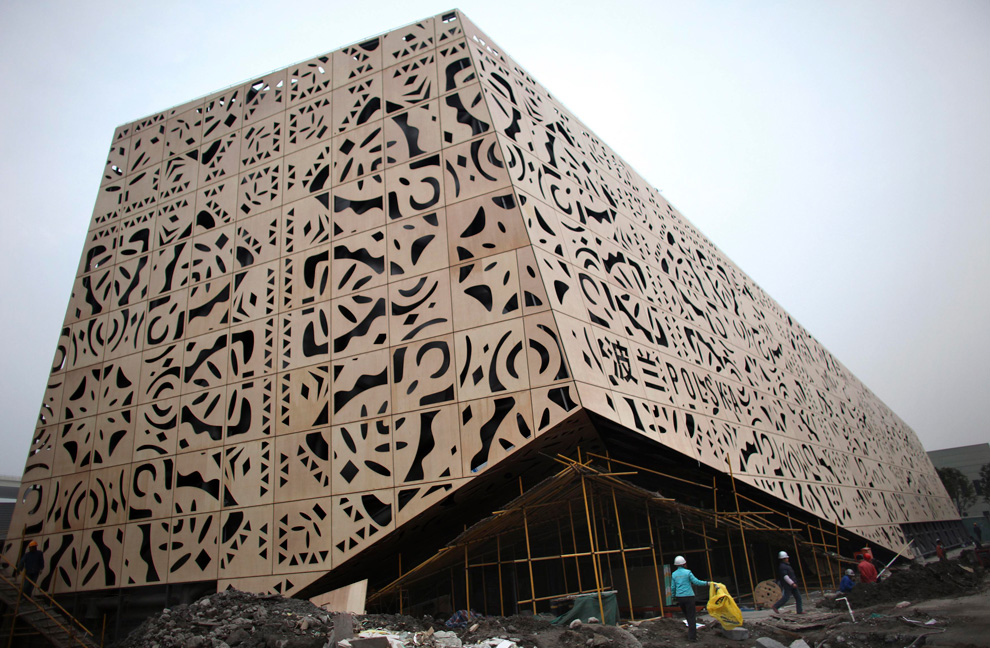
Polish Pavilion tại Triển lãm Thế giới (2010), Thượng Hải, Trung Quốc